# NGC 2477
NGC 2477 is een open sterrenhoop in het sterrenbeeld Achtersteven. Het hemelobject werd in 1751 ontdekt door de Franse astronoom Nicolas Louis de Lacaille.

## Synoniemen
- OCL 720
- ESO 311-SC17